# Josep Planas i Montanyà
Josep Planas i Montanyà (Cardona, 1924 - Palma, 2016) va ser un atleta i fotògraf català establert a Palma, que va especialitzar-se en documentar la transformació turística de les Illes Balears.

## Biografia
Fill d'una família vinculada al món de la producció de farina, va marxar a Mallorca per fer el servei militar el 1945. De jove, havia fet atletisme i havia arribat a ser Campió d'Espanya de Triple Salt el 1943. Formà part de l'AA Cardona i el RCD Espanyol.
Un cop finalitzat el servei militar, es va iniciar en el món de la fotografia fent diversos encàrrecs fotogràfics, fins que l'octubre de 1947 va inaugurar la seva primera botiga especialitzada en fotografia, al carrer Colom, 17 de Palma. Poc després, l'estiu de 1948, obriria una nova botiga a la Plaça Gomila. Amb els anys, va continuar obrint establiments, fins a tenir una vintena. L'arribada del Turisme i el creixement de la indústria hotelera va permetre un creixement considerable a l'empresa, produint reportatges propis per al sector. Amb l'arribada de la fotografia digital, el negoci va entrar en declivi, tancant la darrera botiga el 2002.
La seva neta Marina Planas va inaugurar el 2015 la Casa Planas, una institució de creació i cultura contemporània que, entre d'altres, té la missió de catalogar i documentar el patrimoni fotogràfic familiar.

## Palmarès
Campionat de Catalunya
- Triple salt: 1943, 1944, 1945

Campionat d'Espanya
- Triple salt: 1943